# Vireó gris
El vireó gris (Vireo vicinior) és un ocell de la família dels vireònids (Vireonidae).

## Hàbitat i distribució
Habita boscos de roures, ginebres o pins, chaparral, mezquite i matollars xeròfils des del sud de Califòrnia i sud de Nevada, sud d'Utah, nord-oest i centre de Nou Mèxic i oest d'Oklahoma cap al sud fins al nord-oest de Baixa Califòrnia, centre i sud-est d'Arizona i sud de Nou Mèxic, oest de Texas i nord-oest de Coahuila.